# Bagheera
Bagheera (del hindi बाघ - bagh: tigre) es el nombre de uno de los personajes de la novela El libro de la selva, escrita por el autor británico Rudyard Kipling.

## Historia
Es la pantera negra el que salva la vida de Mowgli a cambio de un toro recién muerto y entregado a los lobos de Seeonee, cuyo jefe es Akela.
Al igual que el oso Baloo, Bagheera enseña a Mowgli a sobrevivir en la selva, así como a Shere Khan, también le enseñó a aprovechar los beneficios que ésta ofrece, así como a enfrentar los peligros que podrían acechar. Los habitantes de la selva respetan a Bagheera porque es un animal astuto, sabio y, sobre todo, muy silencioso y discreto.
Esta pantera es querida, respetada y temida por la supersticiosa aldea cercana a la selva por el simple hecho de ser un depredador que varias veces ha sido visto cazando y atacando en las cercanías.
En la película de dibujos animados de Walt Disney titulada también El libro de la selva, no se muestra el momento en que Bagheera paga el rescate de Mowgli.
En el remake le dio voz e interpretó Ben Kingsley, se le ve igual que en la animada, serio y sobreprotector.

## Curiosidades
- En el libro original, Bagheera era una pantera negra hembra mientras que en las reediciones y en las películas, cambió a ser macho 
  - En el libro original en inglés Bagheera es macho, en algunos idiomas le han cambiado el sexo porque la palabra “pantera“ es femenina como en español (la pantera). A continuación un ejemplo de la versión en inglés del libro, donde dice “his” (de él), no “her” (de ella):

"and at night see how Bagheera did his killing."
- Datos: Q1860030
- Multimedia: Bagheera / Q1860030